# Liga del Norte de Coahuila 2023
La Temporada 2023 de la Liga del Norte de Coahuila fue la edición número 54 de la tercera etapa de este circuito. Tuvo como inicio el 16 de abril.
Para este año hubo una reducción en el número de equipos de 10 a 8 respecto a la temporada anterior, los equipos de Azules de Piedras Negras y Mineros de Nueva Rosita dejaron de participar en esta edición, adicionalmente los Mets de Frontera dejan de participar para dar su lugar a los Mets de Cloete.
Los Carboneros de Nava se coronaron campeones al derrotar en la Serie Final a los Bravos de Sabinas por 4 juegos a 2. 

## Equipos participantes
| Liga del Norte de Coahuila 2023 |         |                      |
| Equipo                          | Mánager | Sede                 |
| Agricultores de Morelos         |         | Morelos, Coahuila    |
| Barreteros de Barroterán        |         | Barroterán, Coahuila |
| Bravos de Sabinas               |         | Sabinas, Coahuila    |
| Carboneros de Nava              |         | Nava, Coahuila       |
| Halcones de CEUC Monclova       |         | Monclova, Coahuila   |
| Lobos de Nava                   |         | Nava, Coahuila       |
| Mets de Cloete                  |         | Cloete, Coahuila     |
| Tuzos de Palaú                  |         | Palaú, Coahuila      |

## Posiciones
- Actualizadas las posiciones al 30 de julio de 2023.

| Liga del Norte de Coahuila | Liga del Norte de Coahuila | Liga del Norte de Coahuila | Liga del Norte de Coahuila | Liga del Norte de Coahuila |
| Equipo                     | JG                         | JP                         | PCT                        | JV                         |
| -------------------------- | -------------------------- | -------------------------- | -------------------------- | -------------------------- |
| Monclova                   | 17                         | 9                          | .653                       | -                          |
| Barroterán                 | 18                         | 10                         | .642                       | -                          |
| Sabinas                    | 17                         | 11                         | .600                       | 1.0                        |
| Nava                       | 16                         | 12                         | .571                       | 2.0                        |
| Morelos                    | 15                         | 13                         | .535                       | 3.0                        |
| Palaú                      | 12                         | 16                         | .428                       | 6.0                        |
| Cloete                     | 11                         | 17                         | .392                       | 7.0                        |
| Lobos                      | 4                          | 22                         | .153                       | 13.0                       |

| Clasificado a los playoffs |

## Playoffs
|  | Semifinales | Semifinales | Semifinales |      |   | Final   | Final | Final |  |
|  |             |             |             |      |   |         |       |       |  |
|  |             |             |             |      |   |         |       |       |  |
|  | 3           | Sabinas     | 4           |      |   |         |       |       |  |
|  | 3           | Sabinas     | 4           |      |   |         |       |       |  |
|  | 2           | Barroterán  | 2           |      |   |         |       |       |  |
|  | 2           | Barroterán  | 2           |      | 3 | Sabinas | 2     |       |  |
|  |             |             |             |      | 3 | Sabinas | 2     |       |  |
|  |             |             | 4           | Nava | 4 |         |       |       |  |
|  | 4           | Nava        | 4           | Nava | 4 | 4       |       |       |  |
|  | 4           | Nava        |             |      |   | 4       |       |       |  |
|  | 1           | Monclova    | 2           |      |   |         |       |       |  |
|  | 1           | Monclova    | 2           |      |   |         |       |       |  |
|  |             |             |             |      |   |         |       |       |  |